# Mojš
Mojš is een Slowaakse gemeente in de regio Žilina, en maakt deel uit van het district Žilina.
Mojš telt 655 inwoners.